# Rozsonyneprőd
Rozsonyneprőd (szlovákul Rožnová  Neporadza) Neporác településrésze, korábban önálló község Szlovákiában, a Trencséni kerületben, a Trencséni járásban.

## Fekvése
Trencséntől 21 km-re délkeletre fekszik, ma Neporác déli részét képezi.

## Története
A 18. század végén Vályi András így ír róla: „Borsan Neporácz. Kis Neporácz. Rósa Neporácz. Három faluk Trentsén Várm. Borsán Neporácznak földes Ura Motesiczky Uraság, fekszik Alsó Moresiczhez nem meszsze, és annak filiája. Kis Neporácznak földes Ura G. Illésházi Uraság, fekszik Kis Hradnához közel, és annak filiája, Rósa Neporácznak pedig földes Ura Madocsányi uraság, fekszik amazokhoz nem meszsze, lakosaik katolikusok, és másfélék is, földgyeik közép termékenységűek, réttyeik, legelőjök meg lehetősek, vagyonnyaik is középszerűek.”
Fényes Elek 1851-ben kiadott geográfiai szótárában így ír a faluról: „Neporacz (Rozson), tót falu, Trencsén, most A. Nyitra vgyében: 200 kath., 4 zsidó lak. F. u. Motesiczky.”
1910-ben 313, túlnyomórészt szlovák lakosa volt. A trianoni békéig Trencsén vármegye Báni járásához tartozott.
1960-ban egyesült Bosányneprőddel.

## Lásd még
- Neporác
- Bosányneprőd